# Susarió
Susarió (en llatí Susarion, en grec antic Σουσαρίων), fill de Filí, fou un poeta grec al que s'atribueix l'origen de la comèdia àtica.
Es creu que era nadiu de Tripodiskos, un llogaret de la Megàrida, des d'on va emigrar a l'Àtica i es va establir al llogaret d'Icària, un poblet famós pel culte a Dionís, segons diu Ateneu de Nàucratis. Aristòtil, confirmant aquesta opinió diu que la invenció de la comèdia la reivindicaven els megarians. Sembla que abans del temps de Susarió, la pràctica a Icària i a altres pobles àtics, feien només una gran festa on intervenien els bufons, un tret característic de les festes de Dionís. Susarió va ser el primer que va regular aquesta mena d'espectacles, establint les bases de la comèdia. Com que la comèdia megàrica va florir a l'entorn del 600 aC en endavant, es creu que va ser introduïda per Susarió a l'Àtica en una data entre el 580 aC i el 564 aC. Plutarc en dona constància.
Sembla que la comèdia megàrica consistia principalment en bromes personalitzades gruixudes i àcides, on el bufó tenia via lliure. Aquest personatge va seguir vigent fins molt després que la comèdia àtica, la seva successora, s'hagués convertit en una obra més refinada. Es creu que a les comèdies de Susarió hi participaven també les facècies dels bufons. Però gràcies a ell, es va fer un gran avenç en els personatges de les obres, que ara per primera vegada, mereixien aquest nom. Va introduir un canvi que marcava la diferència entre un exercici no regulat de l'enginy i una composició ordenada, ja que va ser el primer que va adoptar la forma mètrica en el llenguatge de la comèdia (τῆς ἐμμέτρου κωμᾡδίας ἀρχηγὸς ἐγένετο).
Les millores de Susarió en les seves farses no incloïen cap actor individual ni una trama regular, però probablement substituïen amb composicions mètriques les antigues manifestacions satíriques del cor, normalment improvisades. Només es recitaven i no estaven pensades per ser escrites ni publicades. Però aquestes actuacions no van agradar als atenencs, i no es van tronar a repetir fins a vuitanta anys després de l'època de Susarió, tornades a introduir pels poetes còmics Evetes, Euxènides d'Atenes i Mil.